# Всоля
Всоля (пол. Wsola) — село в Польщі, у гміні Єдлінськ Радомського повіту Мазовецького воєводства.
Населення — 1223 особи (2011).
У 1975-1998 роках село належало до Радомського воєводства.

## Демографія
Демографічна структура станом на 31 березня 2011 року:
|          | Загалом | Допрацездатний вік | Працездатний вік | Постпрацездатний вік |
| -------- | ------- | ------------------ | ---------------- | -------------------- |
| Чоловіки | 602     | 153                | 415              | 34                   |
| Жінки    | 621     | 111                | 401              | 109                  |
| Разом    | 1223    | 264                | 816              | 143                  |